# Odontosphaeropyx ruficeps
Odontosphaeropyx ruficeps är en stekelart som beskrevs av Cameron 1910. Odontosphaeropyx ruficeps ingår i släktet Odontosphaeropyx och familjen bracksteklar. Inga underarter finns listade i Catalogue of Life.